# Elyātū
Elyātū (persiska: الیاتو) är en ort i Iran.   Den ligger i provinsen Khorasan, i den nordöstra delen av landet, 700 km öster om huvudstaden Teheran. Elyātū ligger 1 868 meter över havet och antalet invånare är 271.
Terrängen runt Elyātū är kuperad, och sluttar norrut.Runt Elyātū är det ganska glesbefolkat, med 25 invånare per kvadratkilometer. Närmaste större samhälle är Anbār Sarā, 18,7 km sydväst om Elyātū. Omgivningarna runt Elyātū är i huvudsak ett öppet busklandskap.